# 伊姆門施泰特山

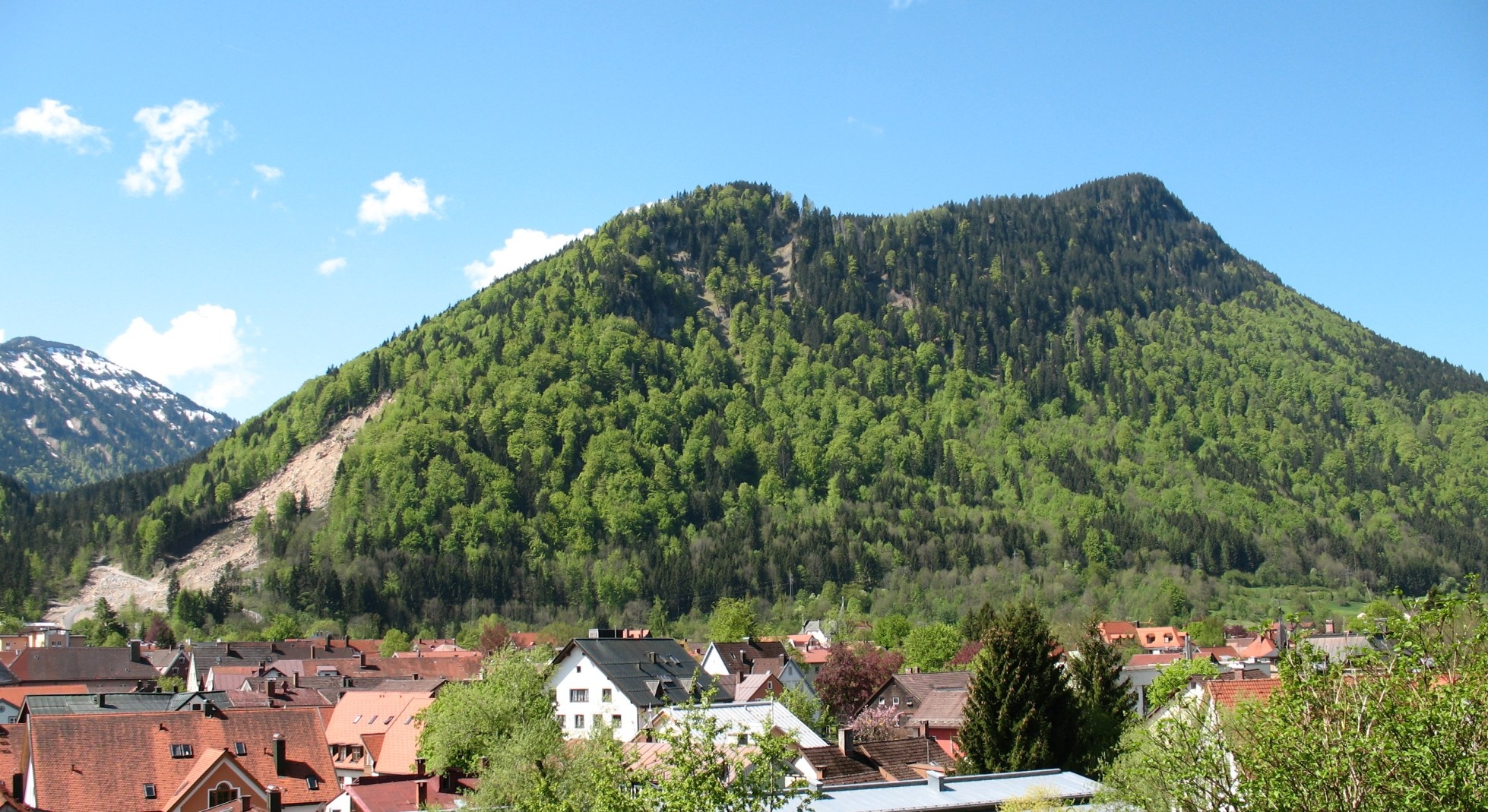

47°33′15″N 10°11′09″E / 47.55403°N 10.185938°E
伊姆門施泰特山（德語：Immenstädter Horn），是德國的山峰，位於該國東南部，由巴伐利亞負責管轄，屬於阿爾高阿爾卑斯山脈的一部分，距離施泰訥山2.6公里，海拔高度1,489米。